# Jerzy Wojciechowski (1874-1936)

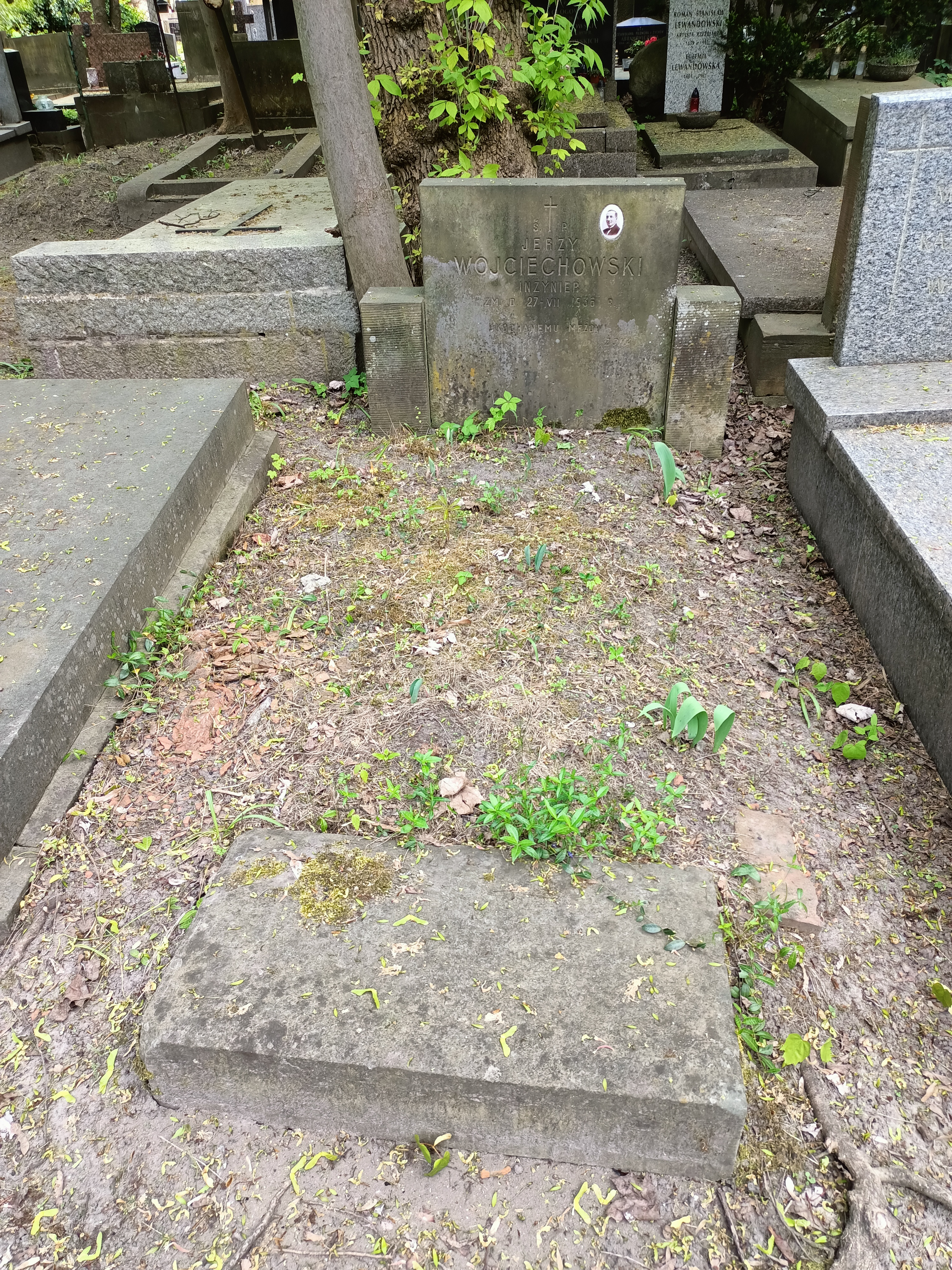
Grób Jerzego Wojciechowskiego na Cmentarzu Powązkowskim

Jerzy Wojciechowski (ur. 1874, zm. 27 lipca 1936 w Warszawie) – polski inżynier technolog, wykładowca Politechniki Warszawskiej.
Ukończył studia w Instytucie Technologicznym w Petersburgu (1901). Podczas studiów członek tamtejszej organizacji Polskiej Partii Socjalistycznej.
W okresie międzywojennym pracował jako radca techniczny Urzędu Patentowego w Warszawie. Był także asystentem przy katedrze Wodociągów i kanalizacji na Wydziale Inżynierii Wodnej Politechniki Warszawskiej.
Pochowany na Starych Powązkach w Warszawie (Kwatera 125, rząd 6, miejsce 19).